# Stories (이이즈카 마유미의 음반)
Stories는 이이즈카 마유미의 12번째 앨범이다.

## 해설
- 테마는 '이야기'. 앨범에 수록된 곡 하나하나에 만남, 짝사랑, 서로 사랑하는 마음, 일상, 헤어짐, 꿈, 재회, 성장, 해피엔드라는 줄거리로 하나씩 이야기를 부여한 콘셉트 앨범.
- 「Sincerely」「잊지 않아」「꼭 계속」의 뮤직 비디오가 수록된 DVD 재중.

## 수록곡
1. Stories〜prologue〜（작곡：아사다 신이치、편곡：가토 미치아키）
2. Sincerely（작사：이이즈카 마유미x이즈미카와 소라, 작곡：아사다 신이치, 편곡：가토 미치아키）
3. 내일이 맑으면/明日晴れたなら (작사：이이즈카 마유미x이즈미카와 소라, 작곡：이즈미카와 소라, 편곡：가토 미치아키）
4. 첫 1페이지/初めての1ページ（작사：이이즈카 마유미x이즈미카와 소라, 작곡：이즈미카와 소라, 편곡：가토 미치아키）
5. Always...Forever...（작사：이이즈카 마유미x이즈미카와 소라, 작곡：이즈미카와 소라, 편곡：이즈미카와 소라/marhy）
6. 잊지 않아/忘れない。（작사：이이즈카 마유미x이즈미카와 소라, 작곡：도지마 코헤이、편곡：스즈키CHiBUN토모후미）
7. Starry Night（작사：이이즈카 마유미x이즈미카와 소라, 작곡：이즈미카와 소라, 편곡：가토 미치아키）
8. 꼭 계속/きっと ずっと（작사：이이즈카 마유미x이즈미카와 소라, 작곡：cota、편곡：가토 미치아키）
9. Love Knot（작사：이이즈카 마유미x이즈미카와 소라, 작곡：이즈미카와 소라, 편곡 : 스즈키CHiBUN토모후미）
10. Polaris（작사：이이즈카 마유미x이즈미카와 소라, 작곡：이즈미카와 소라, 편곡：가토 미치아키）
11. 너에게 이어지는 story/君へと続くストーリー（작사：이이즈카 마유미x이즈미카와 소라, 작곡 : 하세가와 토모키、편곡：하세가와 토모키）